# Swartzia auriculata
Swartzia auriculata är en ärtväxtart som beskrevs av Eduard Friedrich Poeppig. Swartzia auriculata ingår i släktet Swartzia och familjen ärtväxter. Inga underarter finns listade i Catalogue of Life.